# 홍무 25년 장흥사 명 동종

홍무 25년 장흥사 명 동종(洪武 二十五年 長興寺 銘 銅鍾)은 조선 초기 1392년에 만들어진, 봉은사에 있는 범종이다. 1991년 5월 28일 서울특별시 유형문화재 76호로 지정되었다.

## 역사
본래 장흥사(長興寺)에 봉안되었는데, 언제인지 정확히 알 수 없는 때에 현재 소장처인 봉은사로 옮겨졌다. 장흥사는 경기도 여주군에 있던 절이다. 봉은본말사지(奉恩本末寺誌)의 봉은사불망기(奉恩寺不忘記)를 보면 1705년 장흥사가 철거되면서 그곳에 있던 불상·재와(材瓦)·기물 등을 봉은사로 가져왔다는 기록이 보이는데, 아마도 이 동종 역시 이때 다른 기물과 함께 봉은사로 옮겨진 것으로 여겨진다.

## 겉모습
이 동종은 대체로 고려 범종의 양식을 충실히 따르고 있으나, 현재는 용뉴(龍鈕) 부분이 완전히 떨어져나가 그 본래의 모습을 알 수 없는 상태이다. 다만 용뉴가 장식된 천판(天板)과 종신(鐘身)이 맞닿는 경계에 입화식(立華飾)이 장식되어 빙 둘러서 배치된 점은 확연히 고려시대의 양식을 따른 것이다. 입화식 바로 아래에는 상대(上帶)가 붙어 있는데, 그 안을 당초문(唐草紋) 등으로 가득히 장식하였다.
상대 밑으로는 전부 4개인 유곽(遊廓)이 붙어 있다. 각 유곽은 사각형이 아닌 마름모꼴을 하고 있으며, 사방이 문양대(紋樣帶)로 구획되어 있으나 상단만큼은 상대와 연결되어 있는데, 이러한 수법 역시 고려시대 범종의 특징이다. 문양대 안에는 역시 당초문 등으로 장식하였다. 또한 문양대 하단 좌우에는 세로 장식이 기다랗게 연장되어 있음은 이 종에서 새롭게 나타나는 양식으로, 이후 조선시대 범종에서 종종 나타나고 있다.
종신에는 비천상(飛天像) 대신 두광을 갖추고 두 손을 모아 합장한 채 연화좌 위에 서서 구름을 타고 가는 모습을 한 보살상 4위를 양각하였으며, 그 사이에 각 1좌씩의 당좌(撞座)를 역시 양각으로 배치하였다. 종신 맨 아래에 있는 하대(下帶)에는 상대와 마찬가지로 당초문 등을 가득히 조각하여 장식하였다.
종신에는 명문이 양각으로 새겨져 있는데, 이에 따라 제작 연대와 봉안처를 확실히 알 수 있다. 명문에는 당시 동종 조성에 관여하였던 승려ㆍ시주자, 그리고 장인의 이름이 나온다.
명문 가운데 '호장(戶長)'이라는 직책이 보여 눈길을 끈다. 호장이란 고려시대에 나타나는 지방 관직으로서 향리직의 우두머리에 해당한다. 해당 고을의 모든 향리들이 수행하던 말단 실무행정을 총괄하던 자리였다. 따라서 이 동종도 여주 지방의 호족을 중심으로 한 인사들과 승려들이 합심하여 발원 조성한 것으로 볼 수 있다.

## 평가
이 동종은 전체적으로 알맞은 크기에 각 부의 균형이 잘 잡혀 있어 맵시 있다는 느낌을 준다. 시대적으로 조선시대에 속하기는 하지만 고려와 조선이 교체되는 시기에 만들어졌기 때문에 고려시대의 양식이 보다 뚜렷한 작품이기도 하다.

## 참고 자료
- 홍무25년장흥사명 동종 - 국가유산청 국가유산포털

 본 문서에는 서울특별시에서 지식공유 프로젝트를 통해 퍼블릭 도메인으로 공개한 저작물을 기초로 작성된 내용이 포함되어 있습니다.